# Un homme chez les microbes
Un homme chez les microbes, scherzo est un roman de l'écrivain français Maurice Renard relevant à la fois de la littérature merveilleuse-scientifique  et de la satire sociale. Publié initialement en feuilleton en 1928 dans le périodique Revue universelle, à partir des années 1950, toutes les rééditions ne paraissent plus que sous le titre abrégé Un homme chez les microbes.

## Intrigue
Fléchambeau aime une femme, dont les parents, pour lui refuser sa main, prétextent qu'il est beaucoup trop grand pour elle. Il demande alors à son ami, le docteur et inventeur Pons, de réduire sa taille de vingt centimètres grâce à l'absorption de pilules. Cependant, au lieu de se stabiliser, sa taille poursuit son inexorable diminution jusqu’à le rendre microscopique.

## Analyse de l'œuvre
Construit en deux parties, le roman narre dans un premier temps les déboires de Fléchambeau qui, pour conquérir Olga Monempoix, teste une pilule le faisant rétrécir jusqu'à disparaître aux yeux de ses proches. La seconde partie traite des aventures du jeune homme sur la planète intra-atomique Ouffh jusqu'à son retour à sa taille normale.
Fléchambeau passe soixante-cinq ans sur la planète Ouffh avant que les savants de la planète ne parviennent à lui rendre sa taille adulte. La description des us et coutumes de ses habitants microscopiques est avant tout l'occasion pour Maurice Renard de faire une satire sociale de son époque.

C'est à travers un paragraphe fondamentalement surréaliste que l'auteur termine son roman : 

« - Pantins ! murmura Pons. Nous sommes de petits pantins de mie de pain, qu’un auteur philosophe fait danser sur une assiette. D’un souffle, il peut nous envoyer nous perdre parmi les poussières du néant…
La rafale, alors, se fit tempétueuse.
Pons regarda le lit. Fléchambeau n’y était plus. Tout chancelait sous l’effort de l’ouragan. La maison s’envolait. Saint-Jean-de-Nèves et sa montagne, emportés je ne sais où, cédaient, comme fétus, au caprice de la bourrasque. Une bouche mystérieuse soufflait sur le décor et sur les petits bonshommes qu’une main fantaisiste avait pétris naguère. Pons se confirma dans l’opinion que lui-même n’était rien, en vérité. Il voulut s’écrier :
- Qu’est-ce que je disais !
Mais déjà l’auteur lui avait retiré la voix, le mouvement et la pensée. »

— Maurice Renard

## Publications françaises
Rédigé en 1907, Maurice Renard rencontre de nombreuses difficultés éditoriales avant de parvenir à publier son roman, qui ne paraît que vingt ans plus tard. En effet, l'auteur a dû réécrire à trois reprises  le roman avant de parvenir à le faire imprimer.
- Revue universelle, du 1er avril au 15 mai 1928.
- Éditions Georges Crès & Cie, 1928.
- Éditions Métal, 1956 dans le recueil Un homme chez les microbes.
- Robert Laffont, coll. « Bouquins », 1989 dans le recueil Maurice Renard. Romans et contes fantastiques.
- Éditions L'Arbre vengeur, 2017.